# Nurmes
Nurmes är en stad i landskapet Norra Karelen i Finland. Kommunen har cirka 9 500 invånare och har en yta på omkring 1 850 km².
Grannkommuner är Juga, Kuhmo, Lieksa, Rautavaara och Sotkamo. 
Nurmes är enspråkigt finskt.
Nurmes grundades år 1810 och fick stadsstatus år 1973. Den 1 januari 2020 uppgick kommunen Valtimo i staden.

## Administrativ historik
1 januari 1973 inkorporerades Nurmes landskommun.

## Styre och politik

### Mandatfördelning i Nurmes, valen 1976–2021
| 5 | 9 | 3 | 10 | 2 | 2 | 4 |

| 5 | 10 | 3 | 10 |  | 2 | 4 |

| 4 | 9 |  | 3 | 12 |  | 5 |

| 4 | 9 | 3 | 13 | 2 | 4 |

|  | 12 | 4 | 2 | 12 |  | 3 |

|  | 10 | 4 | 14 | 2 | 4 |

| 2 | 11 |  | 2 | 15 | 2 | 2 |

| 2 | 11 |  | 2 | 15 |  | 3 |

| 24 | 11 |

| 11 |  | 2 | 2 | 16 | 2 |  |

| 24 | 11 |

| 10 | 5 | 17 |  | 2 |

| 22 | 13 |

| 9 | 3 | 15 | 2 | 2 |

| 21 | 10 |

| 2 | 9 | 7 | 14 | 2 |  |

| 22 | 13 |

### Vänorter
Nurmes har följande vänorter:
- Laholm, Sverige
- Møn, Danmark
- Ørsta kommun, Norge
- Volda, Norge
- Segezja, Karelska republiken, Ryssland

## Demografi
| Befolkningsutvecklingen i Nurmes stad 1975–2020                                                              | Befolkningsutvecklingen i Nurmes stad 1975–2020 | Befolkningsutvecklingen i Nurmes stad 1975–2020 | Befolkningsutvecklingen i Nurmes stad 1975–2020 | Befolkningsutvecklingen i Nurmes stad 1975–2020 |
| --- | ----------------------------------------------- | ----------------------------------------------- | ----------------------------------------------- | ----------------------------------------------- |
| |                                                 |                                                 |                                                 |                                                 |
| År |                                                 |                                                 | Folkmängd                                       |                                                 |
| 1975 | 1975                                            |                                                 | 15 746                                          |                                                 |
| 1980 | 1980                                            |                                                 | 15 569                                          |                                                 |
| 1985 | 1985                                            |                                                 | 15 299                                          |                                                 |
| 1990 | 1990                                            |                                                 | 14 581                                          |                                                 |
| 1995 | 1995                                            |                                                 | 14 088                                          |                                                 |
| 2000 | 2000                                            |                                                 | 12 783                                          |                                                 |
| 2005 | 2005                                            |                                                 | 11 822                                          |                                                 |
| 2010 | 2010                                            |                                                 | 10 966                                          |                                                 |
| 2015 | 2015                                            |                                                 | 10 320                                          |                                                 |
| 2020 | 2020                                            |                                                 | 9 501                                           |                                                 |
| Anm: Uppgifterna avser förhållandena den 31 december nämnda år enligt områdesindelningen den 1 januari 2022. |                                                 |                                                 |                                                 |                                                 |

## Galleri

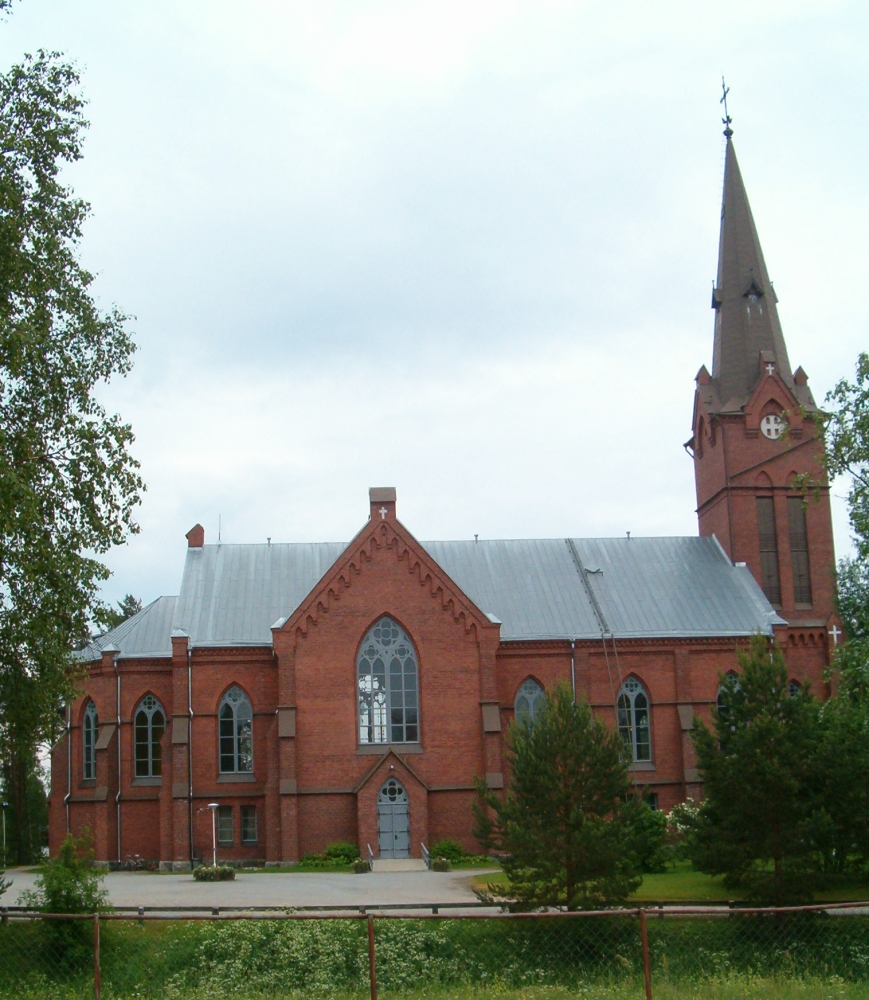
Nurmes kyrka
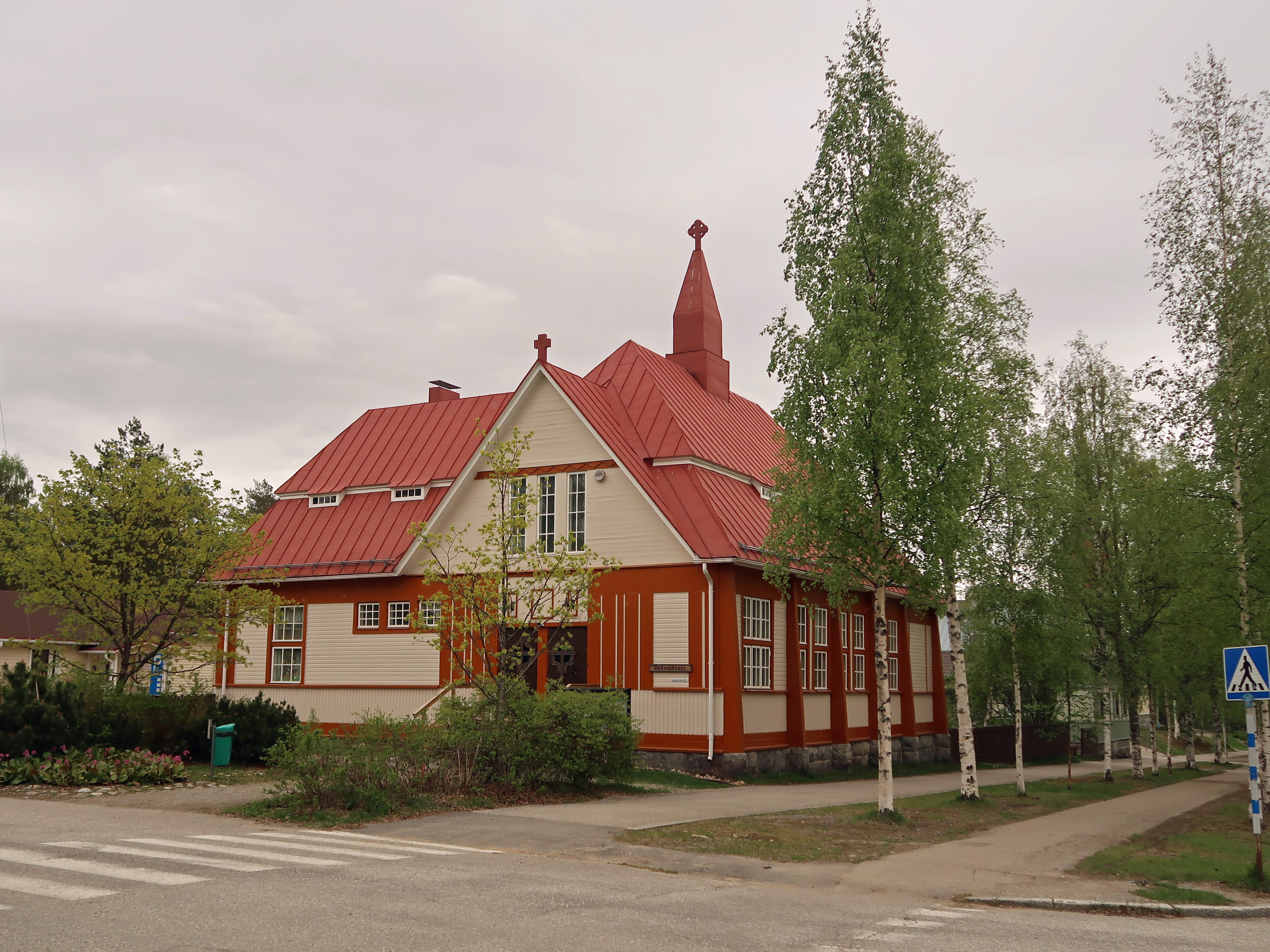
Bönehus i Nurmes